# Análogo a vinil
Reatividade análoga a vinil é o comportamento de um grupo vinil em conjugação com um grupo retirante de elétrons análoga à reações do grupo retirante de elétrons em si; tipicamente, este é um grupo carbonila. Reações análogas a vinil são encontradas quando os orbitais pi de um grupo vinil e o grupo retirante de elétrons (EWG, do inglês electron-withdrawing group) são alinhadas e conjugadas, possibilitando o EWG de receber elétrons através do sistema conjugado. Esta reatividade é vista em ácidos carboxílicos análogos a vinil, o qual tem um enol mesmo ao lado e em conjugação com o grupo carbonila, por exemplo sob a forma de enol acetilacetona. Reações análogas a vinil são por exemplo adições conjugadas, onde o eletrófilo reage no vinil, e a reação de aldol análogo a vinil (uma variação da reação aldólica), onde o nucleófilo que ataca é um enolato análogo a vinil, atacando com sua posição γ em vez de sua posição α como um enolato normal